# 523
| 523                |
| ------------------ |
| Dødsfald - Fødsler |
|                    |

| Gregoriansk kalender | 523 DXXIII              |
| Ab urbe condita      | 1276                    |
| Armensk kalender     | I/T                     |
| Kinesiske kalender   | 3219 – 3220 壬寅 – 癸卯 |
| Etiopisk kalender    | 515 – 516               |
| Jødisk kalender      | 4283 – 4284             |
| Hindukalendere       |                         |
| - Vikram Samvat      | 578 – 579               |
| - Shaka Samvat       | 445 – 446               |
| - Kali Yuga          | 3624 – 3625             |
| Iransk kalender      | 99 BP – 98 BP           |
| Islamisk kalender    | 102 BH – 101 BH         |

Se også 523 (tal)

## Begivenheder
- Leptis Magna bliver yderligere ødelagt af berberne.

## Dødsfald
- 6. august - Pave Hormisdas (født 450).